# Neue Zeitschrift für Verkehrsrecht
Die Neue Zeitschrift für Verkehrsrecht (NZV) ist eine monatlich erscheinende juristische Fachzeitschrift. Sie wird vom Münchner Verlag C. H. Beck in einer Auflage von 2.800 Exemplaren herausgegeben und erscheint seit 1988. In der NZV werden vor allem neue Rechtsprechung des Straßenverkehrsrechtes besprochen und fachspezifische Aufsätze abgedruckt. Schriftleiter ist Matthias Quarch, Vorsitzender Richter am Landgericht. Die Zeitschrift wendet sich vorwiegend an juristische Praktiker wie Richter und Fachanwälte, aber auch an Versicherungen, Bus-, Speditions- und Taxiunternehmen.

## Zitierweise
Beiträge und Urteile aus der Neuen Zeitschrift für Verkehrsrecht werden üblicherweise folgendermaßen zitiert:
- BGH NZV 2007, 291 (Urteil des BGH – Az. VI ZR 120/06 – veröffentlicht im Jahr 2007 in Heft 6 ab der Seite 291)
- Hilpert, NZV 2007, 288 (Aufsatz von Thomas Hilpert zum Thema Beförderungsbedingungen im Bereich des öffentlichen Personenverkehrs als Rechtsproblem, veröffentlicht im Jahr 2007 in Heft 6 ab der Seite 288)

Wird auf eine spezielle Seite innerhalb eines Urteils oder Aufsatzes verwiesen, wird diese mit einem Komma angehängt (BGH NZV 2007, 291, 292).